# Jaipur Challenger
Il Jaipur Challenger è stato un torneo professionistico di tennis giocato su campi in erba. Faceva parte dell'ATP Challenger Series. Si è giocata una sola edizione, a Jaipur in India.

## Albo d'oro

### Singolare
| Anno | Campione     | Finalista   | Punteggio |
| ---- | ------------ | ----------- | --------- |
| 1999 | Leander Paes | Barry Cowan | 7–6, 6–4  |

### Doppio
| Anno | Campioni                      | Finalisti                 | Punteggio     |
| ---- | ----------------------------- | ------------------------- | ------------- |
| 1999 | Tomáš Anzari Satoshi Iwabuchi | Ivo Karlović Jurij Ščukin | 7–6, 4–6, 7–6 |